# Bamboutos FC
Der Bamboutos Football Club de Mbouda, auch einfach nur Bamboutos FC, ist ein 1966 gegründeter kamerunischer Fußballverein aus Mbouda. Aktuell spielt der Verein in der ersten Liga, der MTN Elite one.

## Erfolge
- Super Coupe Roger Milla: 2022
- UNIFFAC Clubs Cup: 2004
- Kamerunischer Pokalfinalist: 2016, 2022
- Kamerunischer Vizemeister: 2022/23

## Stadion
Der Verein trägt seine Heimspiele im Stade de Mbouda in Mbouda aus. Das Stadion hat ein Fassungsvermögen von 12.000 Personen.